# Petit verdot

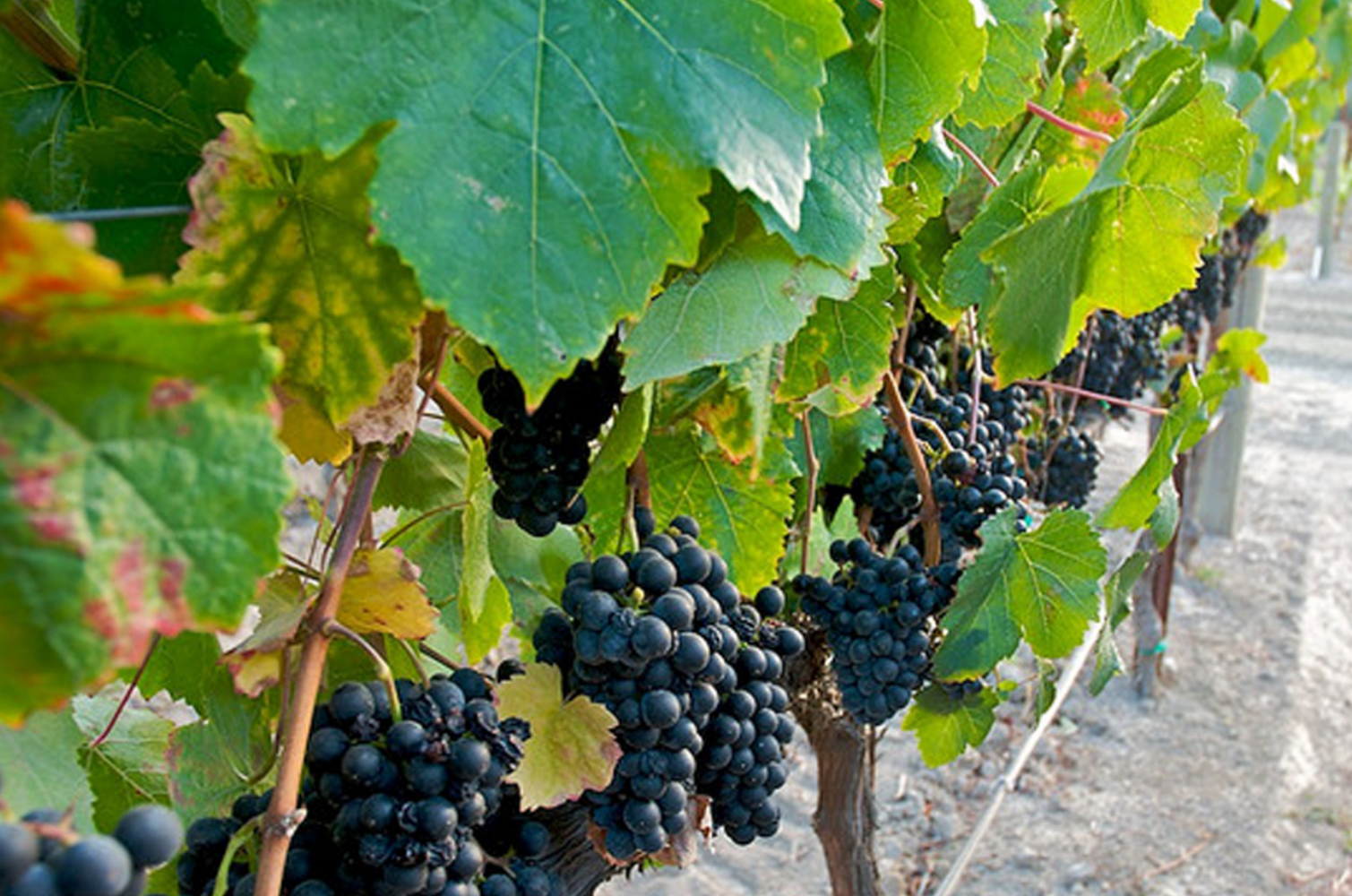
Racimos de petit verdot en un viñedo de Portugal.

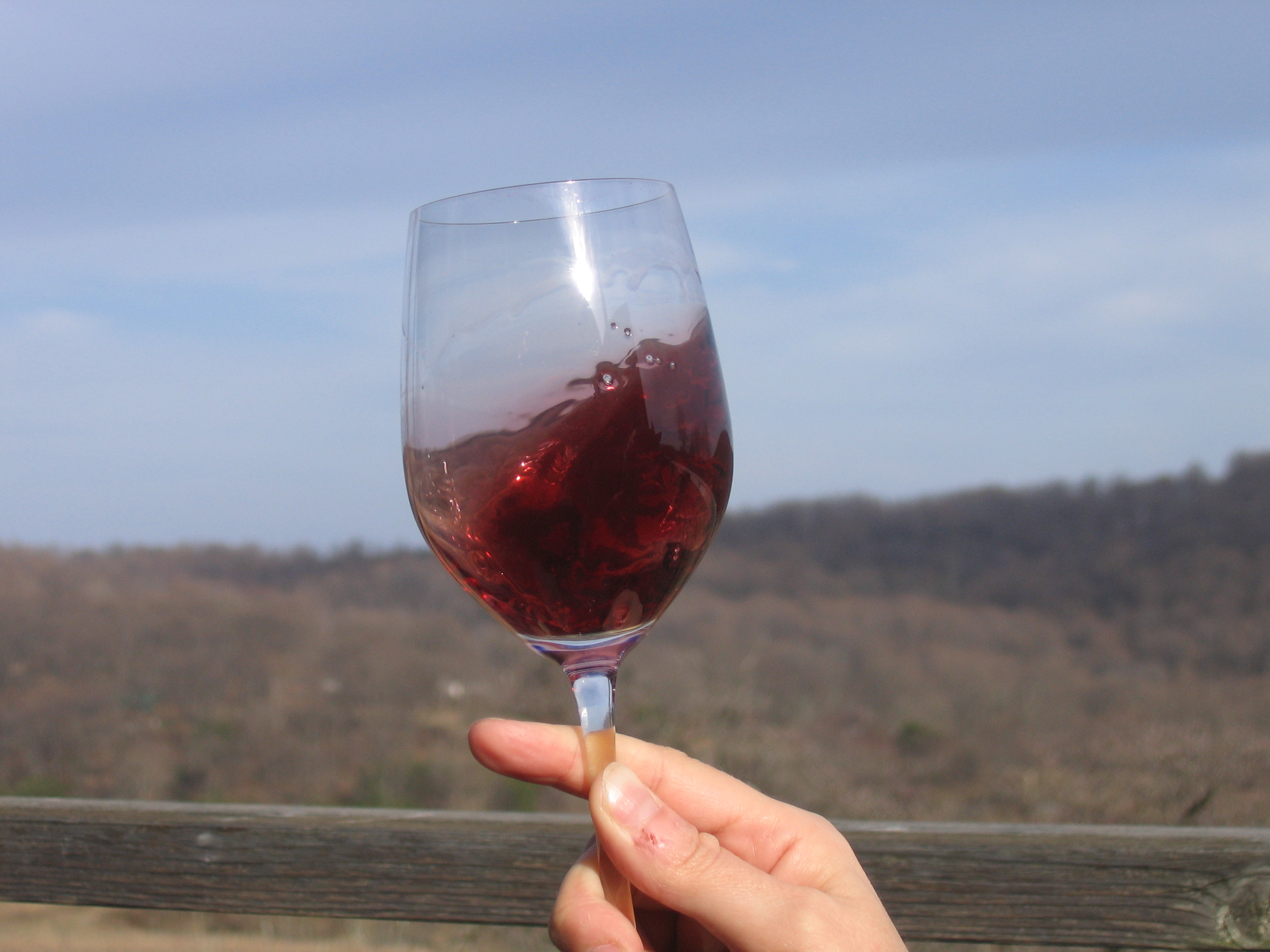
Un vino de petit verdot en copa.

La petit verdot es una variedad de uva tinta usada en la producción del vino tinto, principalmente mezclado con cabernet sauvignon.

## Regiones
El hecho de que madura mucho más tarde que la mayor parte de las otras variedades de uva impide que prospere con éxito en muchas de las regiones francesas, y se encuentra solamente en la región de Burdeos. Su uso principal es aportar el aroma, el color, el ácido y el tanino (en ocasiones también usado para aumentar la graduación alcohólica) a muchos de los grandes vinos tintos franceses, mediante una adición no superior al 10 por 100 del total. En Argentina se la encontraba mezclada con la malbec. A esta mezcla se la llamaba "uva francesa". Actualmente hay en Argentina más de 500 Has.
Se cultiva recientemente en Chile, Uruguay, Estados Unidos (California, Colorado, Texas, Washington, Virginia), Australia, Venezuela, Canadá (Columbia Británica), Nueva Zelanda, México y Bolivia, también para potenciar otros vinos. En Perú, México, Argentina y Bolivia se producen vinos varietales con 100% uvas petit verdot. Un vino petit verdot boliviano ganó la medalla de oro en el Concurso Internacional de Vinos de Bruselas (Bélgica) en 2017.
En España fue introducida en 1991 por el enólogo Juan Manuel Vetas en Ronda (Málaga) y, según la Orden APA/1819/2007, por la que se actualiza el anexo V, clasificación de las variedades de vid, del Real Decreto 1472/2000, de 4 de agosto, que regula el potencial de producción vitícola, la petit verdot es variedad autorizada para las comunidades autónomas de Andalucía, Castilla-La Mancha, Castilla y León, Extremadura, Región de Murcia y Comunidad Valenciana.

## Vinos
Sus aromas se han comparado a las virutas del plátano y del lápiz. Adquiere fuertes tonos violáceos durante el proceso de maduración.
Notas de Cata: Rojo violáceo, intenso y brillante. 
Las notas de frutos rojos, ciruelas y moras combinadas con los aromas de caramelo, vainilla y moca aportados por la crianza en madera dan como resultado una gran complejidad aromática. 
De gran volumen, muy graso y carnoso. 
Acidez presente y bien equilibrada que da buen relieve en boca.
Los taninos son dulces y bien equilibrados con la dulzura de la fruta y de la madera.

## Sinónimos
Bouton, carmelin, heran, lambrusquet noir, petit verdau, petit verdot noir, verdot y verdot rouge.